# Dendi (woreda)
Pour les articles homonymes, voir Dendi.
Dendi (en oromo : Dandii) est un woreda du centre-ouest de l'Éthiopie situé dans la zone Ouest Shewa de la région Oromia. Il a 165 803 habitants en 2007, son chef-lieu est Ginichi.

## Situation
Limitrophe de la zone Sud-Ouest Shewa au sud, Dendi englobait initialement le territoire de l'actuel woreda Elfata.
Malgré ce détachement, il s'étend encore vers le nord au-delà de la route d'Ambo,, les principales agglomérations s'alignent le long de cette route. Ce sont, en allant vers Addis-Abeba :
- Ginichi[1], qui s'écrit aussi Ginchi[4] ou Ginsi ;
- Olonkomi[1], qui s'écrit aussi Wolenkomi[5] ;
- Ehud Gebeya ou Ihud Gebeya[6].

| Elfata     | Jeldu |       |
| Ambo Zuria | Dendi | Ejere |
| Wenchi     | Dawo  | Ilu   |

## Population
Le recensement national de 2007 fait état pour ce woreda d'une population de 165 803 habitants dont 15 % de citadins. La principale agglomération est Ginichi avec 18 134 habitants, viennent ensuite Olonkomi (5 558 habitants) et Ehud Gebeya (1 630 habitants). Près de 85 % des habitants du woreda sont orthodoxes, 8 % sont de religions traditionnelles africaines, 5  % sont protestants et 1 % sont musulmans.
En 2022, la population du woreda est estimée à 248 912 personnes avec une densité de population de 254 personnes par km2 et 979 km2 de superficie.